# ظهر العالية (قفل شمر)

تعديل مصدري - تعديل

ظهر العالية هي إحدى قرى عزلة المخلاف بمديرية قفل شمر التابعة لمحافظة حجة، بلغ تعداد سكانها 31 نسمة حسب تعداد اليمن لعام 2004.